# Châtillon-sur-Seine
Châtillon-sur-Seine é uma comuna francesa na região administrativa da Borgonha-Franco-Condado, no departamento de Côte-d'Or. Estende-se por uma área de 33,15 km². Em 2010 a comuna tinha 5 704 habitantes (densidade: 172,1 hab./km²).